# Německo-francouzská organizace mládeže

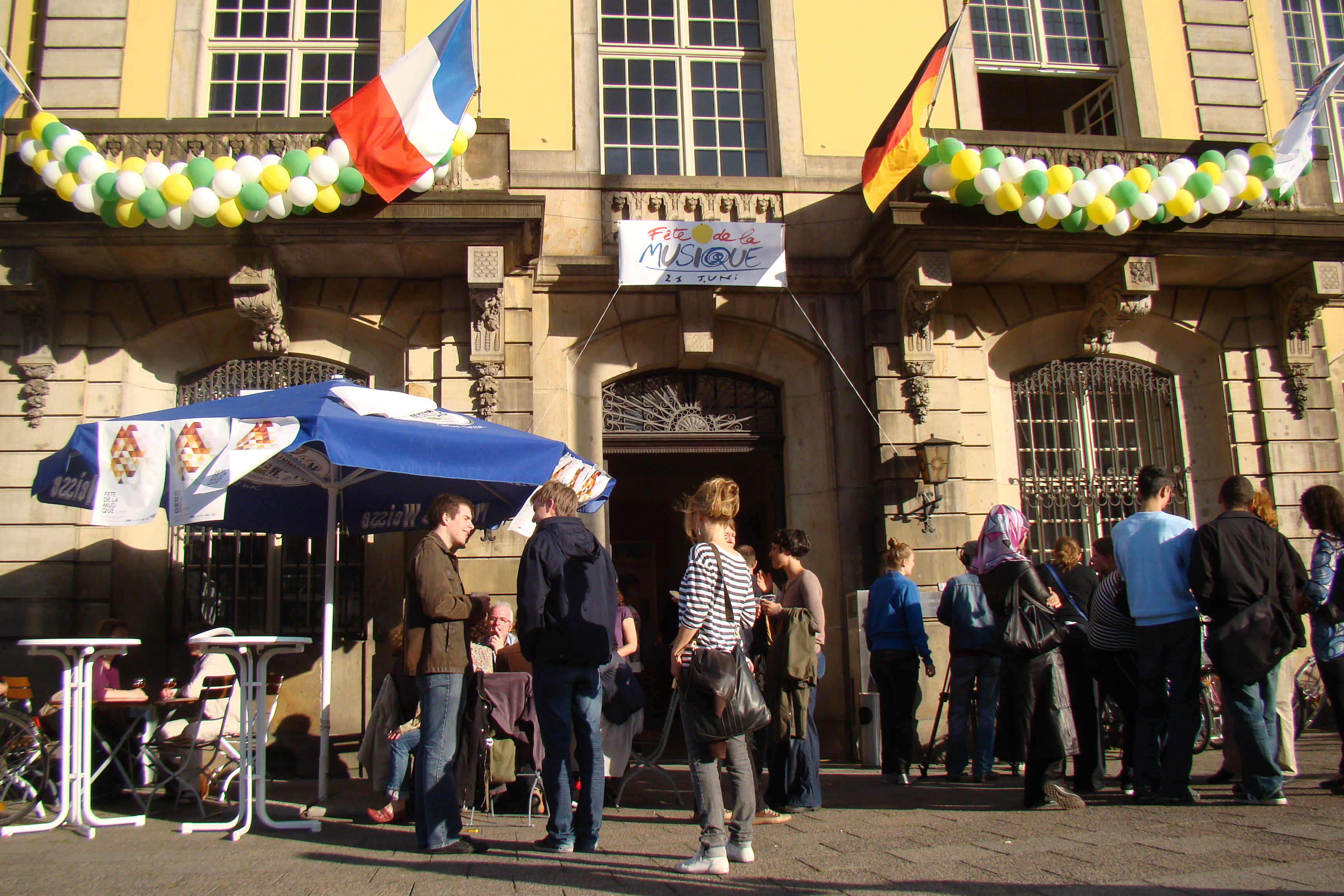
Berlínské sídlo organizace

Německo-francouzská organizace mládeže (německy Deutsch-Französisches Jugendwerk, francouzsky Office franco-allemand pour la jeunesse) je německo-francouzská instituce se sídly v Berlíně (Molkenmarkt 1) a Paříži (51, Rue de l'Amiral Mouchez), která slouží k upevňování vztahů mezi mladými lidmi z obou zemí. Byla založena v roce 1963 na základě mezinárodní smlouvy o přátelství iniciované Charlesem de Gaullem a Konradem Adenauerem.

## Historie
Základy pro vznik organizace položila tzv. Elysejská smlouva, kterou 22. ledna 1963 podepsali německý kancléř Konrad Adenauer a francouzský prezident Charles de Gaulle. Založení organizace pro podporování vztahů mezi německou a francouzskou mládeží proběhlo 5. července téhož roku.

## Uspořádání
Jedná se o mezinárodní organizaci, kterou řídí správní rada. V jejím čele stojí německý ministr pro rodinu, seniory, ženy a mládež a francouzský ministr pro vzdělávání, mládež a spolky. Výkonným orgánem správní rady je generální sekretariát, který vede německo-francouzský tandem. Organizace má v obou městech celkem 70 zaměstnanců.

## Činnost
Cílem organizace je prohlubovat vztahy mezi dětmi, mládeží a mladými lidmi v obou zemích, zprostředkovávat vzájemně kulturu, podporovat mezikulturní výuku, zajišťovat společné projekty občanské angažovanosti, prohlubovat znalost jazyků partnerských zemí.
Organizace působí v oblastech přípravy na povolání, výměnách studentů a žáků, mimoškolním setkávání mládeže, výuky jazyků partnerských zemí, pedagogiky mezikulturní výuky.

## Statistika
Od roku 1963 umožnila organizace téměř 9 milionů mladých z obou zemí účast na zhruba 270 000 výměnných programech. Každý rok podporuje přes 11 000 setkání (přes 6500 skupinových výměn a asi 4300 individiálních výměnných programů), kterých se účastní asi 200 000 mladých.
Organizace hospodařila v roce 2016 s rozpočtem ve výši 24,9 miliónů eur, na provozu se stejným dílem podílí francouzská a německá vláda.